# Jacqueline Coutras
Jacqueline Coutras, née en 1942, est une géographe française, chercheuse au CNRS, pionnière de la géographie du genre en France.
Elle prend part avec Jeanne Fagnani à l’institutionnalisation de la géographie féministe internationale.
Dans son ouvrage de 1996 Crise urbaine et espaces sexués, elle aborde la question des dissymétries spatiales sexuelles, et montre que les femmes ont élargi l'espace auquel elles étaient traditionnellement cantonnées par l'accès au travail salarié et à l'utilisation de la voiture, sans pour autant parvenir à accéder pleinement aux espaces de sociabilisation. Les villes demeurent des espaces inégalitaires.

## Biographie
Jacqueline Coutras, pionnière en géographie du genre, et « référence importante pour toute géographe féministe », est chercheuse CNRS à l’Institut de recherche sur les sociétés contemporaines – Iresco. Elle est également agrégée de géographie.
Elle soutient sa thèse de troisième cycle en 1975 sous la direction de Jacqueline Beaujeu-Garnier, sur les « zones d’activité économique et développement dans l’Ouest de la région parisienne ».

## Travaux
Dès la fin des années 1970, Jacqueline Coutras publie des études féministes sur les femmes, leurs pratiques urbaines et leurs comportements spatiaux.

### Géographie du genre féministe
Elle tente avec la sociologue Jeanne Fagnani de faire une géographie du genre tout en restant dans le courant de la géographie sociale, et elles font émerger l'objet de recherche « femmes » dans le cadre académique. Elles interviennent par exemple dans Les Cahiers du Grif, lieu emblématique de la pensée féministe européenne jusqu’à sa disparition en 1982. Leurs approches sont marquées par un discours féministe et marxiste.
Les travaux précurseurs de Jacqueline Coutras en géographie féministe sont contestés par les chercheurs emblématiques de la géographie sociale française, mais ouvrent la voie à une géographie féministe ultérieure.
Lors du colloque national « Femmes, féminisme et recherches » rassemblant près de 900 personnes à Toulouse en décembre 1982, J. Coutras anime et synthétise un débat intitulé « Femmes et espaces ». En 1982 toujours, au colloque de Lyon de géographie sociale, elle intervient sur « la ville au féminin » lors de la séance sur « le comportement des groupes sociaux ».
Elle prend part avec Jeanne Fagnani à l’institutionnalisation de la géographie féministe internationale en participant par exemple à la « table ronde » sur « les femmes en géographie » organisée et modérée par Janice Monk et Maria Dolors García Ramón, lors de la conférence régionale sur les pays méditerranéens de Barcelone de septembre 1986.

### Crise urbaine et espaces sexués
Dans son ouvrage de 1996 Crise urbaine et espaces sexués, elle utilise le prétexte de la crise urbaine en France pour approfondir la question des dissymétries spatiales sexuelles,,. Elle explique que, grâce au travail salarié et à l'utilisation de la voiture, les femmes ont repoussé les limites qui leur étaient traditionnellement associées (espace résidentiel) pour conquérir la ville fonctionnelle, sans pour autant parvenir à accéder à la ville socialisatrice. Les espaces des villes demeurent inégalitaires et les politiques publiques privilégient les besoins des hommes.
Dans son compte rendu critique du livre, Nicole Brais résume en mentionnant que « La ville de l'intersubjectivité est celle des rencontres, des hasards, de l'aventure, celle du flânage. Cela suppose un sentiment de sécurité dans « l'autre », une certaine forme d'anonymat. C'est dans la conjonction de ces deux éléments, sécurité et anonymat, qu'on peut expliquer que les flâneurs ne sont pas des flâneuses. Les femmes n'expérimentent pas, dans l'espace public, la sécurité nécessaire pour être disponibles et disposées aux rencontres, à l'insolite. »,.

Du fait de la non constitution d'un champ spécifique de géographie du genre ou féministe en France, ses travaux ont été ensuite occultés. Elle explique en 1999 que

« Peut-être aurions-nous dû chercher à créer une « géographie féministe » comme nos collègues anglo-saxonnes et québécoises. Cela n’a pas été le cas. Cette attitude a été typiquement française, les autres disciplines l’ont appliquée aussi. Elle a été adoptée par crainte de ghettoïsation. »

## Publications

### Ouvrages
- Jacqueline Coutras, Les peurs urbaines et l'autre sexe, Paris ; Budapest ; Torino, l'Harmattan, 2003, 242 p. (ISBN 2-7475-5237-3, lire en ligne)
- Jacqueline Coutras et Rosa Ester Rossini, Mobilité quotidienne des femmes, notion de genre et études urbaines : comparaison Paris-Sao Paulo, Paris, Institut de recherche sur les sociétés contemporaines, 1997, 116 p.
- Jacqueline Coutras, Crise urbaine et espaces sexués, Paris, Armand Colin, 1996, 156 p. (ISBN 2-200-01374-4)
- Jacqueline Coutras, Des villes traditionnelles aux nouvelles banlieues. L'espace public au féminin, Paris, SEDES, 1987, 174 p.[5]
- Discours scientifiques et contextes culturels : géographies britanniques et françaises à l'épreuve postmoderne, Talence, Maison des sciences de l'homme d'Aquitaine, 1999, 330 p. (ISBN 978-2-85892-270-3, OCLC 301649295), « Espaces sexués et géographie française : bonheur et malheur d’une géographe », p. 75-90.

### Articles
- « Construction sexuée de l’espace urbain », sur www.habiter-autrement.org (consulté le 9 avril 2022)
- Jacqueline Coutras, « Hommes et femmes dans l’espace public français depuis un siècle », Cahiers de géographie du Québec, vol. 31, no 83,‎ 1987, p. 143–155 (ISSN 0007-9766 et 1708-8968, DOI 10.7202/021872ar, lire en ligne, consulté le 9 avril 2022).
- Jacqueline Coutras, « La mobilité quotidienne et les inégalités de sexe à travers le prisme des statistiques », Recherches féministes, vol. 10, no 2,‎ 1997, p. 77–90 (ISSN 0838-4479 et 1705-9240, DOI 10.7202/057936ar, lire en ligne, consulté le 9 avril 2022).
- Jacqueline Coutras, « Les pratiques spatiales des sexes : quelles problématiques ? », Espace Populations Sociétés, vol. 7, no 1,‎ 1989, p. 111–115 (DOI 10.3406/espos.1989.1364, lire en ligne, consulté le 9 avril 2022).
- Jacqueline Coutras, « Violences urbaines et restauration de l'identité spatiale masculine », Espace Populations Sociétés, vol. 20, no 3,‎ 2002, p. 295–307 (DOI 10.3406/espos.2002.2041, lire en ligne, consulté le 9 avril 2022).
- (en) J. Coutras et J. Fagnani, « Femmes et transports en milieu urbain », International Journal of Urban and Regional Research, vol. 2, nos 1-3,‎ 12 mars 1978, p. 432–439 (DOI 10.1111/j.1468-2427.1978.tb00760.x, lire en ligne, consulté le 9 avril 2022).